# باول كونز
باول كونز (بالإنجليزية: Paul Kunz)‏ هو عالم حاسوب وفيزيائي ومهندس أمريكي، ولد في 1942، وتوفي في 12 سبتمبر 2018.